# بيلاجيو
بيلاجيو هي كومونا تقع في مقاطعة كومو في إقليم لومبارديا.